# Applausi per fibra
"Applausi per Fibra" foi o primeiro single do álbum Tradimento, da Fabri Fibra. Primeiro single de sua carreira, que consagra a sua estreia para um Major como Universal Music. "Applausi per Fibra" foi lançado em 4 de abril de 2006.

## Desempenho nas paradas musicais
| 2006 | 6 | 25 |